# Havsmannen

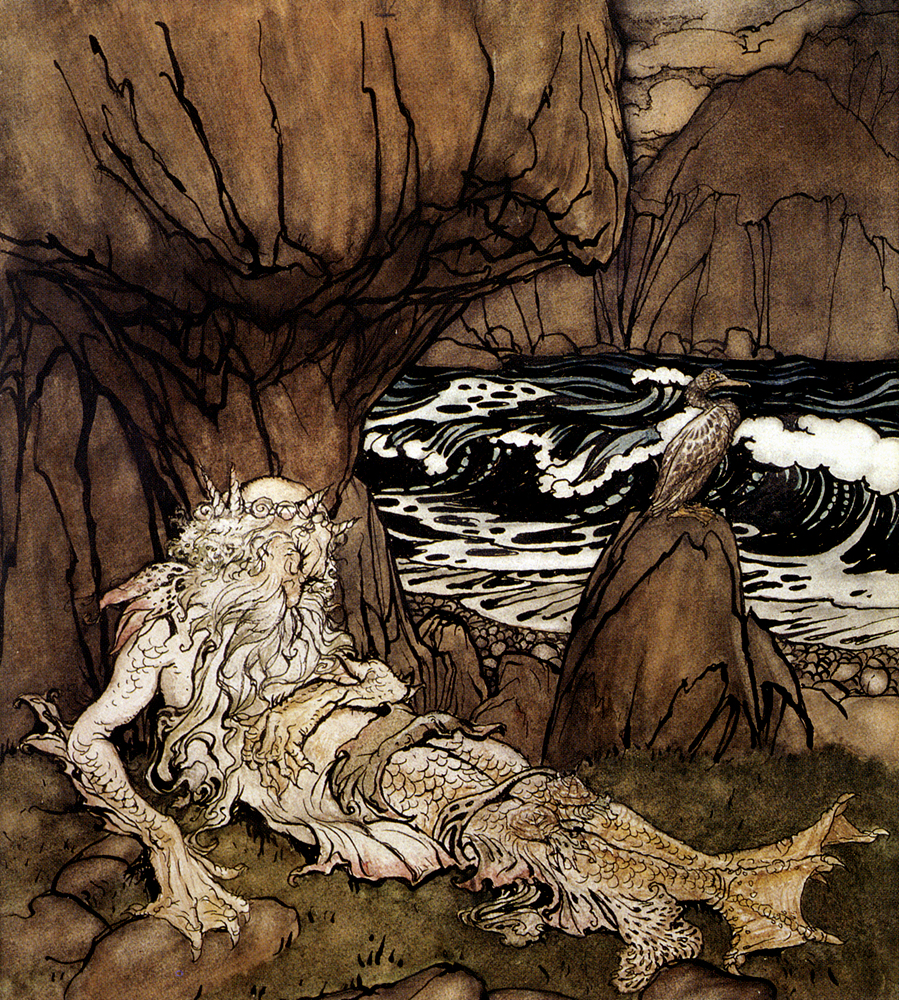
En havsman, målad av Arthur Rackham.

Havsmannen var i svensk folktro ett övernaturligt väsen som fanns vid kusterna, till skillnad från Näcken, som antogs hålla till i vattendrag. Han förvandlade sig till en sjöman som givit sig av och uppsökte dennes hustru, vilket ledde till att sjömanshustrun senare födde ett grönögt barn med sälfensliknande fötter. Havsmannen hjälpte dock som ursäkt de sjömän, vars fruar han våldtagit, från att undkomma stormar och att undvika att gå på grund.
Om en sjöman fångar havsmannen skulle sjömannen ge honom vad han än ville ha, gärna en strumpa. I utbyte mot en gåva varnade havsmannen sjömannen om annalkande oväder.
Enligt folktron höll havsmannen sjökor som husdjur.
Havsmannen är den manliga motsvarigheten till sjöjungfru, det vill säga att en havsman också har mänsklig överkropp men underkropp som en fisk.
Tron på havsmannen är belagd från åtminstone 1500-talet.